# Opoku Ware II
Otumfuo Opoku Ware II (30 de noviembre de 1919 - 26 de febrero de 1999) fue el 15º Asantehene.

## Biografía
Nació bajo el nombre de Jacob Matthew Poku en Kumasi, la capital de Ashanti, aquel entonces el Protectorado de Ashanti, en 1919 en la familia real Ashanti. En ese momento, Prempeh I era Asantehene, como se llama al Emperador-Rey Ashanti, antes de ser sucedido por su sobrino Prempeh II en 1931. Prempeh II a su vez era el tío de Opoku Ware II, lo que lo convirtió en uno de los varios candidatos para sucederlo. según lo decida la Reina-madre, o Nana Asantehemaa. Después de asistir a la escuela anglicana, Poku fue a Adisadel College en Cape Coast. Luego, trabajó como inspector de edificios y más tarde para el departamento de Obras Públicas de 1937 a 1943. Después de eso, se formó como topógrafo y trabajó en el Salón del Consejo Tradicional de Kumasi y en la Universidad de Ciencia y Tecnología de Kwame Nkrumah. En 1945, se casó con otro miembro de la familia real, Victoria. En la década de 1950, se mudó al Reino Unido para estudiar derecho y fue admitido en el colegio de abogados en 1962. Al regresar a su país natal, primero trabajó en la capital, Acra, y luego estableció una firma en Kumasi. Gracias a su éxito como abogado, Poku pudo lograr un gran respeto en la política Ashanti. En 1968, el Consejo de Liberación Nacional lo nombró miembro de su junta ejecutiva como Comisionado de Comunicaciones.
En 1970 fue nombrado embajador en Italia, pero poco después murió su tío, el rey de los Ashanti, Prempeh II. Debido a sus éxitos legales y políticos, fue elegido para suceder a su tío y entronizado como Asantehene. Como rey, Opoku Ware II mantuvo una buena relación con el presidente de Ghana, Ignatius Acheampong, y más tarde con Jerry Rawlings. Se centró en tratar de implementar la justicia tradicional de la tribu Ashanti, en lugar de involucrarse en la política nacional. Al igual que sus predecesores, rara vez aparecía en público y por lo general tenía un portavoz que lo representaba. Cuando apareció, estaba, como exige la tradición, cubierto de oro y vestía una tela kente intrincadamente tejida.
En 1995 o 1996, la esposa de Opoku Ware II, Victoria, murió. El 26 de febrero de 1999 falleció el propio Rey. Otumfuo Nana Osei Tutu II lo sucedió el 26 de abril después de un período de duelo. Le sobrevivieron sus tres hijos Nana Osei, Gifty y Leslie Poku.
- Datos: Q1292452
- Multimedia: Opoku Ware II / Q1292452